# 4564 Clayton
4564 Clayton eller 1981 ET16 är en asteroid i huvudbältet som upptäcktes den 6 mars 1981 av den amerikanska astronomen Schelte J. Bus vid Siding Spring-observatoriet. Den är uppkallad efter Robert Clayton.
Asteroiden har en diameter på ungefär 5 kilometer och den tillhör asteroidgruppen Eunomia.